# 上越地方
| 上越地方のデータ |                                               |
| 国               | 日本                                          |
| 地方             | 中部地方、北陸地方、 甲信越地方               |
| 面積             | 2,165.76 km2                                  |
| 国勢調査         | 287,026 人 （2010年10月1日）                  |
| 推計人口         | 244,282 人 （全県比：11.7%） （2025年2月1日） |
| 人口密度         | 112.8 人/km2 （2025年2月1日）                 |

上越地方（じょうえつちほう）は、新潟県の南西部を指す。構成する自治体は上越市・妙高市・糸魚川市の3市であり、中心都市は上越市。新潟県を地理的に4つの地域に区分するうちの一つであり、他の3つは下越地方・中越地方・佐渡地方となる。
かつての越後国（新潟県本州部分）は、上方（京都）に近い方から、上越後（かみえちご）・中越後（なかえちご）・下越後（しもえちご）と呼ばれていた。そのうち、「上越後」を略した「上越」が新潟県南西部の地域名として用いられるようになった。

## 概要
北を日本海、南を妙高山、東を米山、そして西を親不知（飛騨山脈）に挟まれた地方である。北陸自動車道・国道8号が幹線として東西をはしり、上信越自動車道・国道18号が関東方面へ向けて南北にはしる。現在の上越地方は旧頸城郡に当たるため地元では頸城地方（くびきちほう）ともいう。
地理的には、上越地方の多くの地域からは県庁所在地の新潟市よりも隣県の県庁所在地である長野市や富山市のほうが距離が近く、中日本の要素もある。2015年（平成27年）からは北陸新幹線の開通により両市への移動がさらに容易になった（詳細は交通節を参照）。
上越地方と妙高山で向かい合う北信地方（長野県北部）、または親不知で向かい合う富山県とは、飛騨山脈に面するという地理上の共通点や、戦国時代には浄土真宗や上杉氏の地盤であり江戸時代には北陸道と善光寺街道の沿線であったという歴史上の共通点から交流が深く、特に北信地方との繋がりは深い。
また、北信地方や中越地方と並んで、妙高高原をはじめスキー場が多い地帯である。

## 地理

### 市町村
新潟県庁や気象庁の定義によると、上越地方には以下の市町村が含まれる。
- 上越市
- 糸魚川市
- 妙高市

### 地形
- 山：春日山、妙高山、米山、新潟焼山、火打山、雨飾山、小蓮華岳、雪倉岳、朝日岳、黒姫山、菱ヶ岳
- 川：姫川、関川、保倉川
- 平野：高田平野
- 温泉：関温泉、燕温泉、赤倉温泉、妙高温泉、蓮華温泉、松之山温泉、鵜の浜温泉
- 高原：妙高高原、斑尾高原

### 気候
典型的な日本海側気候で、内陸寄りの地域では積雪深が1mを超える年が多い。豪雪地帯対策特別措置法においては、上越市大潟区・頸城区が豪雪地帯、それ以外の全域が特別豪雪地帯に指定されている。

## 歴史

### 古代から平安時代まで
古代日本に統一国家が成立する前には、上越地方は越国に属していた。しかし、ヤマト王権が中央集権国家を成立させると、越国とヤマト王権の連合軍が米山以東に支配圏を伸ばし、越国は越前・越中・越後・佐渡に分割された。
「越後」という名称が歴史に初めて登場する時代に、現在の上越地方にあたる頸城郡は成立した。頸城郡ははじめ越中国に属したが、後に越後国に編入された。その後、現在の上越市内に越後国の国府と国分寺が置かれ、越後における政治と文化の中心地となった。また、畿内からの入植を示す地名として、春日山がある。
奈良時代には平城京へ魚などの奉納物を運ぶために東北から九州にわたる輸送経路が築かれ、陸運や海運が発達し交流が活発化した。現在の上越市域は日本海側の重要地域の一つであった。

### 鎌倉時代から江戸時代まで
鎌倉時代になると、親鸞が直江津（上越市北部）に流刑され、浄土真宗の地盤となった。上越地方から越前地方（福井県北部）にかけての日本海側に浄土真宗系の寺院が多いのは、この名残である。
戦国時代には、春日山（上越市中心部）を本拠地とする上杉氏の地盤となったが、戦国末期になると、上杉氏は米沢に移った。
江戸時代の上越地方は、高田藩と糸魚川藩の領土となった。また、北陸道や善光寺街道も整備され、現在でも、北陸道や善光寺街道の宿場町から発達した都市や村落も多い。

### 明治維新以降
明治維新を迎えると、上越地方は高田県となったが、後に柏崎県に編入され、1873年6月10日には新潟県に編入された。
元より豪雪地帯である上越地方に、1911年、オーストリアの将校レルヒ少佐から、日本に初めてスキーが紹介された。
第二次大戦後になると、経済変動の二次的波及を受ける地域となっている。高度経済成長期には日本海側でも有数の臨海工業地域も整備されており、モータリゼーションが進展した現在では、日本海側でも有数のロードサイドショップ密集地となっている。

## 地域

### 広域生活圏
県庁によって、上越地方には3つの広域生活圏（広域市町村圏）が設定されていた。広域生活圏では、平成の大合併によって各々の圏内で合併がなされ、「圏内一市」となった。以下に2007年3月1日の推計人口とともに記載する。
- 上越圏（上越市）（207,089人）
- 糸魚川圏（糸魚川市）（49,122人）
- 妙高圏（妙高市）（37,282人）

### 範囲の揺らぎ
新潟県の各地域は境界が明確に定められておらず、中越地方との境界付近はどちらの地域に属するか一定しない漸移地域であり、以下のような例外もある。
- 2005年4月1日に市町村合併によって十日町市となった旧東頸城郡松代町と旧松之山町も基本的には上越地方であった。これらの地域は合併以前から中越地方の十日町市と生活圏が重なっていたため、上越地方と中越地方のどちらに属するかの判断が難しい地域であった。合併後の十日町市は、新設とはいえども中心都市が中越地方の旧十日町市であるため、行政文書等では基本的に中越地方とされることが多くなったが、民間等では市境に関わらず上越地方とされることも多く、これらの地域がどちらの地方に属するかの判断がより難しくなっている。
- 中越地方の柏崎刈羽地域（柏崎市、長岡市小国地域（旧小国町）、刈羽郡刈羽村）は、官民ともに上越地方に含まれる場合がある[注釈 1]。また上述の旧松代町、松之山町の地域も、市町村合併後は基本的中越地方に属することとなったといえども、上越地方とされる場合も多い。1977年まで柏崎刈羽地域、十日町市、中魚沼郡は気象予報区において上越地方の前身となる高田気象観測所管内に含まれていた。

なお、自動車のナンバープレートは全域にわたって長岡ナンバー（国土交通省北陸信越運輸局長岡自動車検査登録事務所）であったが、2020年5月11日よりご当地ナンバーである上越ナンバーが導入された。

## 都市圏
都市雇用圏（10% 通勤圏）の変遷
- 金本良嗣・徳岡一幸によって提案された都市圏。細かい定義等は都市雇用圏に則する。一般的な都市圏の定義については都市圏を参照のこと。
- 10% 通勤圏に入っていない自治体は、各統計年の欄で灰色かつ「-」で示す。

| 自治体 （1980年） | 1980年                  | 1990年                  | 1995年                  | 2000年                  | 2005年                  | 2010年                  | 自治体 （現在） |
| ----------------- | ----------------------- | ----------------------- | ----------------------- | ----------------------- | ----------------------- | ----------------------- | --------------- |
| 大島村            | -                       | -                       | -                       | 上越 都市圏 24万4810人  | 上越 都市圏 24万5913人  | 上越 都市圏 23万9356人  | 上越市          |
| 安塚町            | -                       | 上越 都市圏 24万3227人  | 上越 都市圏 24万2883人  | 上越 都市圏 24万4810人  | 上越 都市圏 24万5913人  | 上越 都市圏 23万9356人  | 上越市          |
| 吉川町            | -                       | 上越 都市圏 24万3227人  | 上越 都市圏 24万2883人  | 上越 都市圏 24万4810人  | 上越 都市圏 24万5913人  | 上越 都市圏 23万9356人  | 上越市          |
| 柿崎町            | 上越 都市圏 22万7947人  | 上越 都市圏 24万3227人  | 上越 都市圏 24万2883人  | 上越 都市圏 24万4810人  | 上越 都市圏 24万5913人  | 上越 都市圏 23万9356人  | 上越市          |
| 上越市            | 上越 都市圏 22万7947人  | 上越 都市圏 24万3227人  | 上越 都市圏 24万2883人  | 上越 都市圏 24万4810人  | 上越 都市圏 24万5913人  | 上越 都市圏 23万9356人  | 上越市          |
| 浦川原村          | 上越 都市圏 22万7947人  | 上越 都市圏 24万3227人  | 上越 都市圏 24万2883人  | 上越 都市圏 24万4810人  | 上越 都市圏 24万5913人  | 上越 都市圏 23万9356人  | 上越市          |
| 牧村              | 上越 都市圏 22万7947人  | 上越 都市圏 24万3227人  | 上越 都市圏 24万2883人  | 上越 都市圏 24万4810人  | 上越 都市圏 24万5913人  | 上越 都市圏 23万9356人  | 上越市          |
| 大潟町            | 上越 都市圏 22万7947人  | 上越 都市圏 24万3227人  | 上越 都市圏 24万2883人  | 上越 都市圏 24万4810人  | 上越 都市圏 24万5913人  | 上越 都市圏 23万9356人  | 上越市          |
| 頸城村            | 上越 都市圏 22万7947人  | 上越 都市圏 24万3227人  | 上越 都市圏 24万2883人  | 上越 都市圏 24万4810人  | 上越 都市圏 24万5913人  | 上越 都市圏 23万9356人  | 上越市          |
| 板倉町            | 上越 都市圏 22万7947人  | 上越 都市圏 24万3227人  | 上越 都市圏 24万2883人  | 上越 都市圏 24万4810人  | 上越 都市圏 24万5913人  | 上越 都市圏 23万9356人  | 上越市          |
| 清里村            | 上越 都市圏 22万7947人  | 上越 都市圏 24万3227人  | 上越 都市圏 24万2883人  | 上越 都市圏 24万4810人  | 上越 都市圏 24万5913人  | 上越 都市圏 23万9356人  | 上越市          |
| 三和村            | 上越 都市圏 22万7947人  | 上越 都市圏 24万3227人  | 上越 都市圏 24万2883人  | 上越 都市圏 24万4810人  | 上越 都市圏 24万5913人  | 上越 都市圏 23万9356人  | 上越市          |
| 名立町            | 上越 都市圏 22万7947人  | 上越 都市圏 24万3227人  | 上越 都市圏 24万2883人  | 上越 都市圏 24万4810人  | 上越 都市圏 24万5913人  | 上越 都市圏 23万9356人  | 上越市          |
| 中郷村            | 上越 都市圏 22万7947人  | 上越 都市圏 24万3227人  | 上越 都市圏 24万2883人  | 上越 都市圏 24万4810人  | 上越 都市圏 24万5913人  | 上越 都市圏 23万9356人  | 上越市          |
| 新井市            | 上越 都市圏 22万7947人  | 上越 都市圏 24万3227人  | 上越 都市圏 24万2883人  | 上越 都市圏 24万4810人  | 上越 都市圏 24万5913人  | 上越 都市圏 23万9356人  | 妙高市          |
| 妙高村            | -                       | 上越 都市圏 24万3227人  | 上越 都市圏 24万2883人  | 上越 都市圏 24万4810人  | 上越 都市圏 24万5913人  | 上越 都市圏 23万9356人  | 妙高市          |
| 妙高高原町        | -                       | -                       | -                       | -                       | 上越 都市圏 24万5913人  | 上越 都市圏 23万9356人  | 妙高市          |
| 糸魚川市          | 糸魚川 都市圏 6万1488人 | 糸魚川 都市圏 5万6798人 | 糸魚川 都市圏 5万4780人 | 糸魚川 都市圏 5万3021人 | 糸魚川 都市圏 4万9844人 | 糸魚川 都市圏 4万7702人 | 糸魚川市        |
| 能生町            | 糸魚川 都市圏 6万1488人 | 糸魚川 都市圏 5万6798人 | 糸魚川 都市圏 5万4780人 | 糸魚川 都市圏 5万3021人 | 糸魚川 都市圏 4万9844人 | 糸魚川 都市圏 4万7702人 | 糸魚川市        |
| 青海町            | 糸魚川 都市圏 6万1488人 | 糸魚川 都市圏 5万6798人 | 糸魚川 都市圏 5万4780人 | 糸魚川 都市圏 5万3021人 | 糸魚川 都市圏 4万9844人 | 糸魚川 都市圏 4万7702人 | 糸魚川市        |

- 2005年1月1日：上越市が東頸城郡安塚町、浦川原村、大島村、牧村、中頸城郡柿崎町、大潟町、頸城村、吉川町、中郷村、板倉町、清里村、三和村、西頸城郡名立町を編入。
- 2005年3月19日：（旧）糸魚川市、能生町、青海町が新設合併して（新）糸魚川市となった。
- 2005年4月1日：新井市が妙高高原町および妙高村を編入し、即日改称をして妙高市となった。

## 交通
日本海沿岸同士のみならず、近畿・東北・甲信・東海・関東の各地を結ぶ日本海側の拠点地域としても、上越地方は重要な位置を占めている。

### 北陸新幹線の開通による影響
2015年（平成27年）3月15日からは北陸新幹線が東京駅から長野駅、上越妙高駅および糸魚川駅を経由して富山駅や金沢駅へと運行するようになったため、上越地方から隣接する長野県や富山県への移動時間が短縮された。
例えば上越市や妙高市から県庁所在地の新潟市へ公共交通機関で移動するには特急しらゆきで100分から130分程度、高速バスで110分から155分程度を要するのに対し、長野県の県庁所在地である長野市までは新幹線で24分程度で移動できる。また、上越妙高駅から東京駅までは120分前後で到達できる。
さらに糸魚川市から新潟市までは日本海ひすいラインまたは新幹線と特急しらゆきを乗り継いで2時間以上を要する一方で、富山市までは新幹線で乗り換えなしに27分程度、金沢市までも50分程度で移動できる。
なお、対東京の鉄道アクセスとしては、北陸新幹線経由とほくほく線・上越新幹線経由の2通りが主に挙げられ、利用駅や時間帯によっては後者が速達となる場合もある。

### 鉄道
JR東日本、JR西日本、えちごトキめき鉄道、北越急行の路線がある。なお、上越線や上越新幹線は「上越」の意味が異なり、上越地方は通らない（詳細は上越を参照）。
JR東日本
- 北陸新幹線
- 信越本線

JR西日本
- 北陸新幹線
- 大糸線

えちごトキめき鉄道
- 妙高はねうまライン
- 日本海ひすいライン

北越急行
- ほくほく線

### 道路
高速道路
- 北陸自動車道
- 上信越自動車道
- 上越魚沼地域振興快速道路
  - 上越三和道路（一部供用）
  - 三和安塚道路（一部供用）

一般国道
- 国道8号
- 国道18号
- 国道148号
- 国道253号
- 国道292号
- 国道350号
- 国道405号

道の駅
- 道の駅あらい
- 道の駅越後市振の関
- 道の駅能生